# Grass (rivière)
Pour les articles homonymes, voir Grass.

La rivière Grass est un cours d'eau d'Alaska, aux États-Unis située dans la  région de recensement de Yukon-Koyukuk. C'est un affluent de la   rivière Porcupine, elle-même affluent du  fleuve Yukon.

## Description
Longue de 39 milles (63 km), elle coule en direction de l'ouest-nord-ouest pour rejoindre la rivière Porcupine à 12 milles (19 km) au nord-est de Fort Yukon.
Son nom local a été référencé en 1952 par l'United States Geological Survey.

## Affluent
- Little Black

## Sources
- (en) « Grass (rivière) », Geographic Names Information System